# Wilhelm Speidel (General)

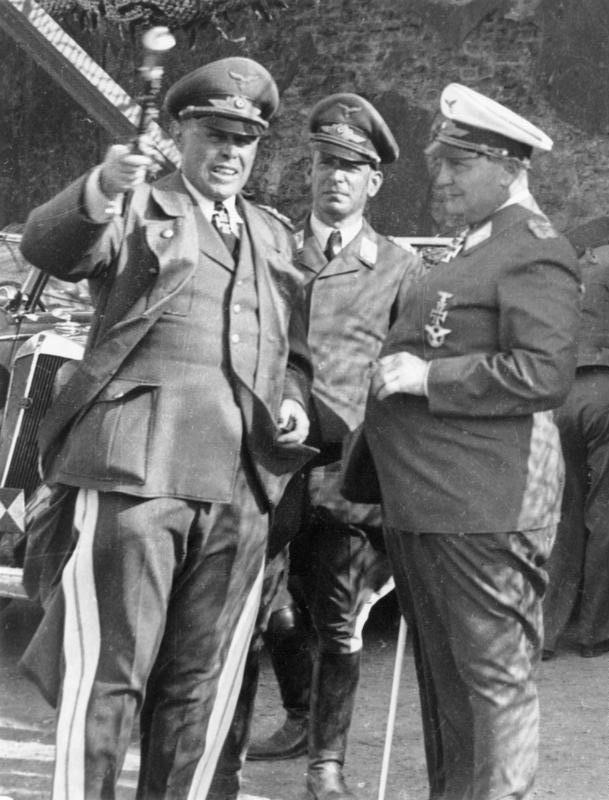
Wilhelm Speidel zwischen Kesselring (links) und Göring (rechts) bei Calais (1940)

Wilhelm Speidel (* 8. Juli 1895 in Metzingen; † 3. Juni 1970 in Nürtingen) war ein deutscher General der Flieger im Zweiten Weltkrieg. Er wurde 1948 im Geiselmordprozess, einem der Nürnberger Nachfolgeprozesse, wegen Taten in seiner Zeit als Militärbefehlshaber Griechenland zu 20 Jahren Haft verurteilt, aber schon Anfang 1951 entlassen. Wilhelm Speidels jüngerer Bruder Hans Speidel war zentral an der westdeutschen Wiederbewaffnung beteiligt.

## Leben

### Herkunft, Erster Weltkrieg und Reichswehr
Der Vater von Wilhelm Speidel, Emil Speidel, war Oberforstrat und stellvertretender Präsident der Königlich-Württembergischen Forstdirektion in Stuttgart. Mit 17 Jahren trat Wilhelm Speidel am 26. Juni 1913 als Fahnenjunker in das Grenadier-Regiment „König Karl“ (5. Württembergisches) Nr. 123 ein. Kurz nach dem Ausbruch des Ersten Weltkriegs wurde Speidel zum Leutnant ernannt und ging als Zugführer mit seinem Regiment an die Westfront.
Das Grenadier-Regiment kämpfte innerhalb der 27. Infanterie-Division und wurde ausschließlich an der Westfront eingesetzt. Ende November 1914 meldete sich auch Wilhelms zwei Jahre jüngerer Bruder Hans Speidel zum Grenadier-Regiment Nr. 123, wurde ein Jahr darauf zum Leutnant befördert und blieb bis Kriegsende beim Regiment. Ab Ende 1915 führte Wilhelm Speidel zeitweise als Chef eine Kompanie. Am 22. März 1918 wurde Wilhelm Speidel zum Oberleutnant befördert und übernahm im Zuge der Deutschen Frühjahrsoffensive die Führung des Sturm-Bataillons der 27. Infanterie-Division. Speidel wurde während des Krieges mit dem Ritterkreuz des Württembergischen Militärverdienstorden, beiden Klassen des Eisernen Kreuzes sowie dem Verwundetenabzeichen in Schwarz ausgezeichnet.
Nach dem Waffenstillstand von Compiègne und der Beendigung des Krieges erfolgte seine Versetzung als Adjutant zum Bezirkskommando Reutlingen sowie im Anschluss zum Bezirkskommando Gmünd. Ab 19. Juli 1919 fungierte Speidel als Adjutant des II. Bataillons des Reichswehr-Schützen-Regiments 26 sowie vom 1. Oktober bis 14. Dezember 1920 als Kompanieoffizier im Reichswehr-Schützen-Regiment 25. Für kurze Zeit war Speidel dann Adjutant im Bezirkskommando Stuttgart. Am 1. Januar 1921 versetzte man ihn zum 13. (Württembergisches) Infanterie-Regiment. Speidel kam dann am 1. Oktober 1921 als Eskadronoffizier in das 18. Reiter-Regiment und absolvierte bis zum 30. April 1923 eine Führergehilfenausbildung bei der 5. Division in Stuttgart. Im Anschluss daran war er vom 1. Mai bis 31. Juli 1923 als Zugführer im 13. Infanterie-Regiment tätig und bis 30. September 1924 in den Stab der 5. Division kommandiert. Er wurde wieder zum 18. Reiter-Regiment versetzt und absolvierte dann den zweiten Teil seiner Führergehilfenausbildung bei der 5. Division. Vom 1. Oktober 1925 bis 30. September 1926 gehörte er dem Stab des I. Bataillons des 13. Infanterie-Regiments an und war zwischenzeitlich am 1. April 1926 Rittmeister geworden. Als solcher kam er dann in die Heeres-Organisations-Abteilung des Reichswehrministeriums nach Berlin und vom 9. Juni bis 30. September 1927 zum 2. (Preußisches) Reiter-Regiment nach Allenstein. Im Anschluss versetzte man ihn in das 11. (Preußisches) Reiter-Regiment nach Neustadt/Oberschlesien.
Am 31. März 1928 schied Speidel aus dem aktiven Dienst aus, um in der UdSSR an der Geheimen Fliegerschule der Reichswehr eine entsprechende Ausbildung zu absolvieren. Speidel wurde dann am 1. Februar 1929 reaktiviert und dem 10. (Preußisches) Reiter-Regiment zugeteilt, bevor er wieder Dienst im Reichswehrministerium versah. Dieses Mal setzte man ihn als Referenten in der Heeres-Statistischen-Abteilung ein. Am 6. Mai 1929 kommandierte man Speidel für ein Jahr zu Beobachtungs- und Ausbildungszwecken zu den US-Luftstreitkräften in die Vereinigten Staaten. Zurückgekehrt war Speidel dann wieder im Reichswehrministerium tätig.

### Wehrmacht und Einsatz im Zweiten Weltkrieg
Nach seiner Beförderung zum Major am 1. Oktober 1933 erfolgte einen Monat später sein Übertritt zur Luftwaffe und seine Verwendung als Referent im Reichsluftfahrtministerium. Vom 1. März bis 30. Juni war Speidel im Generalstab der Luftwaffe tätig und übernahm dann als Kommandeur die Fliegergruppe Giebelstadt sowie den dortigen Fliegerhorst. Als Oberstleutnant (seit 1. September 1935) wurde er am 1. April 1936 Chef des Stabes des Luftkreis-Kommandos III in Dresden und in dieser Funktion am 1. Oktober 1937 zum Oberst befördert. Als solcher folgte am 1. Juli 1938 die Ernennung zum Chef des Stabes des Luftwaffen-Gruppenkommandos 1. Diese Funktion behielt er auch nach der Umbildung zur Luftflotte 1 ab 1. Februar 1939 bei.
Nach dem Beginn des Zweiten Weltkriegs war er weiterhin dort tätig, wurde am 22. September 1939 zum Generalmajor befördert und war vom 1. Januar bis 9. Oktober 1940 Chef des Stabes der Luftflotte 2. Als Generalleutnant (seit 19. Juli 1940) wurde er im Anschluss Chef der deutschen Luftwaffen-Mission in Rumänien und als solcher am 1. Januar 1942 General der Flieger. Vom 15. Juni bis 10. September 1942 befand er sich in der Führerreserve und wurde dann zum Kommandierenden General und Befehlshaber Südgriechenland ernannt. Man setzte Speidel ab 8. September 1943 als Militärbefehlshaber Griechenland ein. In dieser Zeit begingen die Deutschen zahlreiche Kriegsverbrechen, für die Speidel mit verantwortlich war. Eines davon war das Massaker von Kalavryta, bei dem nach einer Meldung Speidels vom 31. Dezember 1943 758 Menschen erschossen wurden. Am 27. April 1944 erfolgte seine Ablösung und abermalige Versetzung in die Führerreserve. Vom 10. September 1944 bis 22. Januar 1945 fungierte Speidel als Kommandeur des Verbindungsstabes des Oberkommandos der Luftwaffe Südost. Anschließend war er kurzzeitig wieder der Führerreserve zugeteilt und wurde am 14. März 1945 Kommandierender General des Feldjäger-Kommandos III.

### Nachkriegszeit

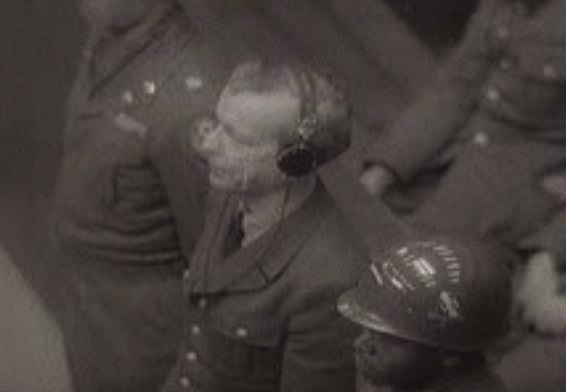
Speidel 1948 bei seiner Verurteilung

Mit der bedingungslosen Kapitulation der Wehrmacht am 8. Mai 1945 geriet Speidel in amerikanische Kriegsgefangenschaft. Die Alliierten klagten Speidel im Prozess Generäle in Südosteuropa für seine Rolle während der Besetzung Griechenlands an. Speidel wurde von Joseph Weisgerber unter Assistenz von Erich Bergler verteidigt. Weisgerber hatte bereits Nürnberger Erfahrungen gesammelt, sein vorheriger Mandant war Wolfram Sievers im Ärzteprozess. Speidel wurde am 19. Februar 1948 wegen Kriegsverbrechen zu zwanzig Jahren Haft verurteilt. Im Zuge der intensivierten Diskussion der westdeutschen Wiederbewaffnung nach Ausbruch des Koreakrieges ab Sommer 1950 wandelte Hochkommissar John McCloy am 31. Januar 1951 auf Empfehlung des „Advisory Board on Clemency for War Criminals“ (Peck Panel) die Haftstrafe von Speidel in die bereits abgebüßte Zeit um. Speidel wurde am 3. Februar 1951 zusammen mit 32 anderen Inhaftierten aus dem Kriegsverbrechergefängnis Landsberg freigelassen.

## Veröffentlichungen
- Wilhelm Speidel (unter dem Pseudonym Helm Speidel): Reichswehr und Rote Armee (PDF; 1,7 MB). In: Vierteljahrshefte für Zeitgeschichte. Jg. 1, Nr. 1/1953, S. 9–45, mit einem Vorwort von Hans Rothfels.